# Сухая Речка (приток Чёрной)
Суха́я Ре́чка (Куру-Узень, Баргана; укр. Суха Річка, крымскотат. Quru Özen, Къуру Озен) — река в юго-западном Крыму (Севастополь), левый приток реки Чёрная.
Длина реки 12 километров, площадь водосбора 51,7 км², уклон реки 20,0 м/км. Река образуется слиянием ручьёв Варнутка, начинающегося в селе Гончарное и безымянного, текущего из Резервного. У реки, согласно справочнику «Поверхностные водные объекты Крыма», 7 безымянных притоков, длиной менее 5 километров, один из которых носит название Суук-Су и протекает по одноимённой балке в западном направлении и впадает в Сухую Речку в 2,5 километрах ниже села Гончарного (в справочнике «Волости и важнѣйшія селенія Европейской Россіи» за 1886 год, записана, как урочище Куш-Дере). Сухая речка течёт по живописному труднопроходимому каньону (общий угол падения реки — 20 м на 1 км) вдоль автотрассы Ялта — Севастополь, в бассейне реки располагается один из крупнейших в Крыму массивов леса из можжевельника высокого. В 1847 году в самом узком месте ущелья Морское ведомство построило плотину, которую снесло первым же паводком. В наше время на реке и притоках сооружено несколько прудов, самые крупные из которых — на «Тороповой даче» (по имени владельца этих мест, участника обороны Севастополя 1854—1855 года, командира батареи на Камчатском люнете Моисея Сергеевича Торопова) и «Гасфортовский» (получил известность благодаря проводящемуся на его берегу ежегодному Международному Байк-Шоу). В каньоне реки в 1980 году была найдена пещера (грот Кайос), служившая склепом с VIII века до н. э. до XIV—XV веков. Впадает в реку Чёрную в 13 км от устья, у села Черноречье.

## Название
Первое известное название реки — Баргана, впервые встречающееся в труде Петра Симона Палласа «Наблюдения, сделанные во время путешествия по южным наместничествам Русского государства в 1793—1794 годах» (так, по крайней мере, назывался участок в нижнем течении). На верстовке 1890 года подписана, как Сухой овраг. В XIX — начале XX века река называлась Куру-Узень (сухая речка по-татарски), а в послереволюционное время закрепляется русский (переводной) вариант. Также встречаются варианты названия Ксеро Потамос (то же самое по гречески) и, в средине XIX века, Варнутка, по исконному названию села Гончарное.